# Marie Koré
Marie Koré, née en 1912 et morte en 1953, est une militante de l'indépendance de la Côte d'Ivoire. C'est une femme politique du Parti démocratique de Côte d'Ivoire – Rassemblement démocratique africain (PDCI-RDA) et une entrepreneure. Son nom reste associé aux manifestations de février et décembre 1949, des dates décisives dans l'histoire de la Côte d'Ivoire qui obtiendra son indépendance en 1960.

## Biographie
Zogbo Céza Galo Marie, connue sous son nom de femme mariée, Marie Koré, naît en 1912 et meurt en 1953,.
Originaire du village de Gossa, dans la sous-préfecture de Gboguhé, à Daloa, Marie Galo part en Basse-Côte, où elle fait la rencontre d’un Français qu’elle épouse en premières noces. Mais ce mariage est de courte durée car son mari demande le divorce du fait de son engagement au sein du RDA.
Elle ouvre un allocodrome, un lieu de vente de bananes plantains frites, à Treichville et y emploie des jeunes femmes de la région. Ce lieu accueille des personnes de toutes les couches socioprofessionnelles,. Elle y  rencontre son futur époux, René Sery Koré. Il est déjà en couple et Marie Koré accepte un foyer polygamique.

## Militante du RDA
Marie Séry Koré s’engage dans la lutte pour l’indépendance et intègre le Rassemblement Démocratique Africain (RDA) dirigé en Côte d’Ivoire par Félix Houphouët-Boigny. Elle est élue présidente du comité Féminin du Parti démocratique de Côte d'Ivoire – Rassemblement démocratique africain (PDCI), à Treichville, en 1947.
Marie Koré participe aux manifestations devant le palais du Gouverneur Péchoux en 1949, comme à celles qui eurent lieu les 22, 23, 24 décembre de la même année.
Elle est l’une des têtes de file lors de la marche des femmes sur Grand-Bassam en vue de la libération des responsables politiques du PDCI emprisonnés par les autorités coloniales françaises. Les plus connus de ces hommes étaient : Bernard Dadié, Mathieu Ekra, Jacob Wiliam, Jean Baptiste Mokey, Albert Paraiso, René Séry Koré, Lama Kamara, Phillipe Vieyra…
Selon l’ouvrage de Henriette Diabaté sur la marche de Grand-Bassam, Marie est, le 22 décembre, à la tête du groupe bété qui parvient à rejoindre la ville de Grand-Bassam à pied. Une fois à Bassam, les manifestations se tiennent en deux lieux : l’une, au palais de justice, l’autre, à la prison civile — où se rend le groupe de Marie.
Le 24 décembre, dès l’aube, les femmes se rendent à la prison par petits groupes de 200 environ. Le groupe de Marie Koré emprunte la rue principale. Les forces de l’ordre repoussent les manifestantes et forment un barrage sur le pont qui traverse la lagune Ouladine. Certaines femmes lancent des projectiles divers alors que les forces de l’ordre lancent des jets d'eau mélangée à de la vase et à des tessons de bouteilles. Mais Marie Koré maintient haut le moral des troupes, les encourageant à braver les jets d’eau, faisant, elle-même, les premiers pas sur le pont, alors qu’elle porte sa fille Denise sur son dos. Les premières femmes à ses côtés réussissent à franchir, avec elle, la barrière dressée par les gendarmes. Mais elle glisse et tombe. L’enfant sur son dos se détache et tombe aussi. Elle est battue par plusieurs hommes en armes, arrêtée, conduite au commissariat, puis au parquet avec quelques-unes de ses camarades et sa fille Denise et enfin emprisonnée. Blessée, elle est hospitalisée, ce qui retarde son jugement. Elle est finalement condamnée à deux mois de prison.
Trois mois plus tard, en mars 1950, les hommes du PDCI incarcérés sont jugés et sont condamnés à des peines atténuées, permettant des libérations. En mémoire de cette marche, le pont sur la lagune Ouladine est baptisé le pont de la victoire.

## Mort
Marie Koré meurt en 1953, alors que sa fille n’a que sept ans. Certains auteurs pensent qu'elle meurt des séquelles des sévices subis au cours de la lutte pour l'indépendance. Pour d’autres, elle meurt dans les heures qui suivent une intervention sur un panaris au doigt faite à l’hôpital Annexe de Treichville. Ses proches soupçonnent un assassinat commandité par les colons en raison de son engagement politique.

## Reconnaissance
Un billet de 1 000 francs CFA et un timbre postal à son effigie sont créés en mémoire de son combat.
Une statue en mémoire de la Marche des femmes sur Grand-Bassam représente trois femmes. L'une d'entre elles, portant un enfant dans son dos, pourrait être Marie Koré d'après Henriette Diabaté.
Une école primaire dans la commune d’Adjamé, un sous quartier dans la commune de Marcory, et plusieurs associations féminines portent son nom.

## Citations
Lors de la marche sur Grand-Bassam, Marie Koré encourage ses camarades en ces termes :
« Mes sœurs bété, baoulé, dioula et de partout, n'ayez pas peur ! Chez nous aussi nous n'avons pas peur de l'eau, nous avons l'habitude de travailler dans l'eau ce n'est pas parce qu'on nous envoie un jet d'eau avec du sable que nous devons nous décourager car une personne qui veut aller au secours de son époux, de son frère, de son fils ne doit pas reculer devant si peu de chose. »
Lors d’une fouille à son domicile par des hommes armés, Marie Koré se lève et crie :
« Vive le RDA, vive le RDA. Vous ferez tout ; mais n’arriverez pas à nous atteindre. »